# Santa-Maria-Poggio
Santa-Maria-Poggio (en cors Santa Maria di u Poghju) és un municipi francès, situat a la regió de Còrsega, al departament d'Alta Còrsega. L'any 1999 tenia 629 habitants.

## Demografia
| 1962 | 1968 | 1975 | 1982 | 1990 | 1999 |
| ---- | ---- | ---- | ---- | ---- | ---- |
| 222  | 222  | 309  | 456  | 600  | 629  |

## Administració
| Període   | Identitat                | Partit | Qualitat |  |
| --------- | ------------------------ | ------ | -------- |  |
| 2001-2008 | Jean-Claude Dominici     |        |          |  |
| 2008-     | Jean-Antoine Sanguinetti |        |          |  |